# Charlie Cooke
Charles "Charlie" Cooke, född 14 oktober 1942, är en skotsk före detta fotbollsspelare, som spelat i bland andra Chelsea, Aberdeen och Dundee. Hans position var yttermittfältare.

## Chelsea
Charlie Cooke räknas som en av Chelseas absolut främsta spelare genom tiderna. Han representerade klubben under totalt 10 säsonger (1966–1972 och 1974–1978), och gjorde 299 matcher för klubben. Cooke har blivit framröstad till en plats i Chelsea Dream Team av klubbens fans, och har två gånger fått motta priset Chelsea Player of the Year, 1968 och 1975, en bedrift han delar med Ray Wilkins, Pat Nevin, John Hollins, David Webb, Dennis Wise, John Terry och Gianfranco Zola.

## Övrig klubbkarriär
Cooke började sin karriär i Aberdeen, och representerade ett annat skotskt lag, Dundee, fram till 1966 då Chelsea värvade honom. Mellan 1972 och 1974 spelade han i Crystal Palace, innan han återvände till The Blues. Efter den andra sejouren i Chelsea drog Cooke till USA och spelade där för flera klubbar, däribland Los Angeles Aztecs, Memphis Rouges och California Surf.

## Landslagskarriär
Cooke gjorde 16 A-landskamper för Skottland mellan åren 1965 och 1975.

## Tränarkarriär
Under perioden i Memphis Rouges var Cooke spelande tränare, men det blev hans enda tränaruppdrag. 